# Gros Islet
Gros Islet är en ort i östaten  Saint Lucia i Små Antillerna. Den är administrativ huvudort i  distriktet (quarter) med samma namn.

## Sport

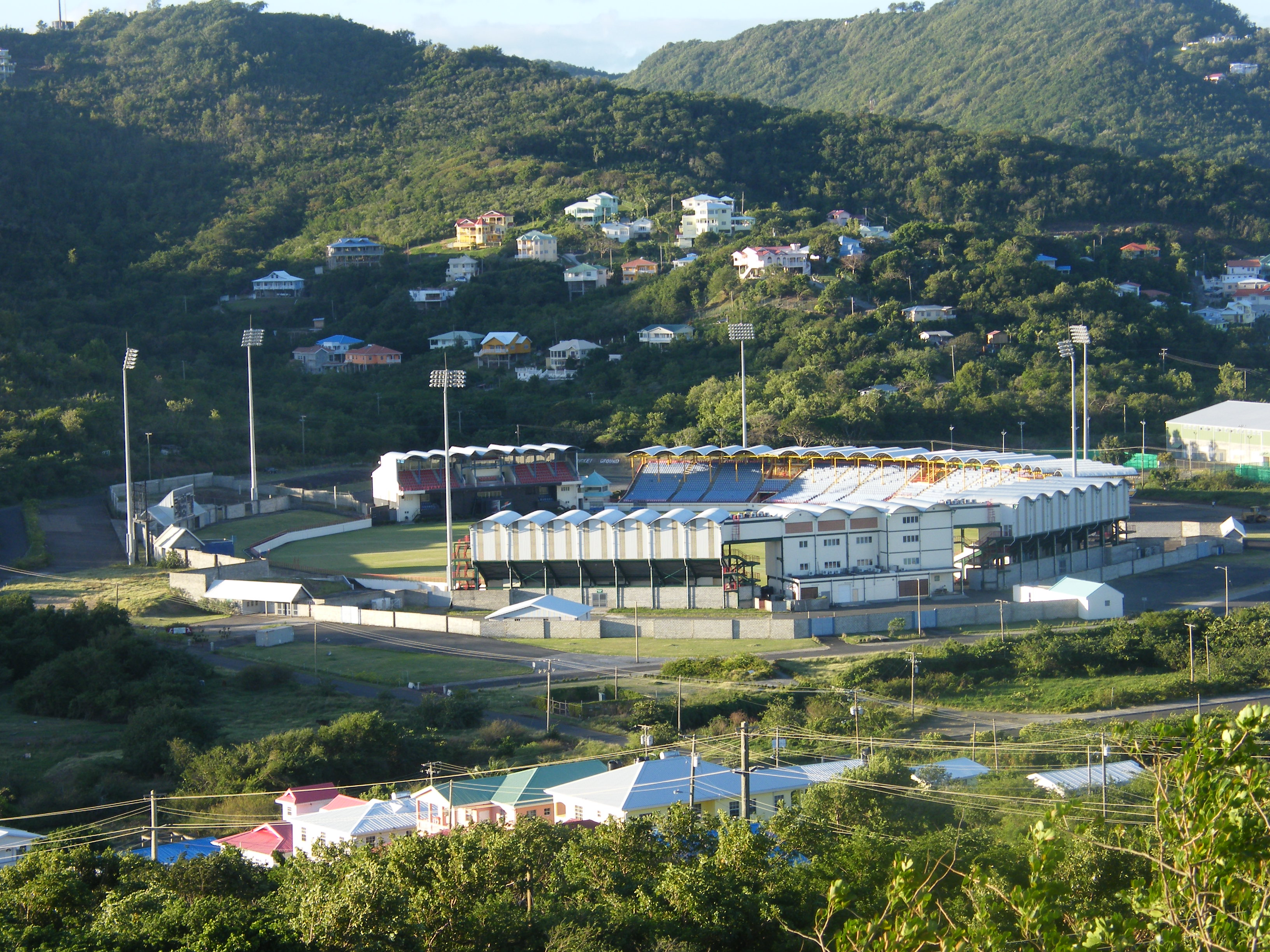
Beausejour Stadium Cricket

Cricketarenan Beausejour Stadium ligger i staden och invigdes 2002. Arenan tar 20 000 åskådare och är Windward Islands hemmaarena. Arenan håller internationell klass och i VM i endagskricket 2007 spelades sex gruppspelsmatcher och en semifinal här. Cricketlandslag från hela världen lägger sina träningsmatcher här då arenan har gott rykte. Den är nationalarena för Västindiens landslag i cricket (landslaget är gemensamt för Antigua, Barbuda, Barbados, Dominica, Grenada, Guyana, Jamaica, Saint Kitts och Nevis, Saint Lucia, Saint Vincent och Grenadinerna och Trinidad och Tobago.)

## Historia
Det fanns en bosättning här långt tidigare än staden grundades. På en fransk karta från 1717 finns en bosättningen utmärkt.
1749 bildades staden av franska katolska missionärer. 
1778 erövrade britterna staden och kallade den Fort Rodney. 1782 byggde de en flottbas i staden.
Även om stadens namn ändrades tillbaka till Gros Islet så kallas bukten som staden ligger vid fortfarande Rodney Bay och hamnen Rodney Bay Marina.